# 2008 у музиці
Ця стаття присвячена музичним подіям 2008 року.

## Події
- 20-24 травня 2008 — 53-й пісенний конкурс Євробачення, який проходив у Белграді в Сербії. Перемогу здобув Діма Білан з Росії з піснею Believe. Друге місце посіла Ані Лорак з України з піснею Shady Lady.

## Музичні альбоми
| Дата | Виконавець | Назва альбому |
| ---- | ---------- | ------------- |
|      |            |               |

## Засновані колективи
- 2AM
- 2PM
- Ai Laika!
- ALCO Brothers
- Alt-J
- Amaranthe
- Austrian Death Machine
- Blue Stahli
- Cherri Bomb
- Cigarettes After Sex
- Compact Disco
- Davichi
- Deals Death
- Defiant
- Dogma
- DOK
- Falling in Reverse
- Fontaliza
- Freedom Jazz
- Imagine Dragons
- Infected Rain
- Kadebostany
- La Roux
- Local Natives
- Louna
- Makthaverskan
- May of Sorrow
- Momoiro Clover Z
- Morphine Suffering
- Next Time
- NikitA
- Organ Thieves
- Oskord
- Postsense
- Pur:Pur
- Real O
- Respect Your Mom
- Selena Gomez & the Scene
- SHINee
- Slaughterhouse
- The Civil Wars
- The Saturdays
- The xx
- Антитіла (гурт)
- Безпека (гурт)
- Буджакери
- Градуси
- Пающіє труси
- Тулим (реп-гурт)
- Хмародери
- Хочу ЩЕ!

## Концерти в Україні

### Закордонні виконавці
- 14 червня — Концерт Пола Маккартні на Майдані Незалежності.
- 12 вересня  — Концерт Queen у Харкові.

## Нагороди
Премія «Греммі»
50-та церемонія «Греммі» відбулася 10 лютого 2008 у комплексі Стейплс-центр у Лос-Анджелесі.
Премія «MTV Video Music Awards»
Премія «MTV Europe Music Awards»
Премія «Billboard Music Awards»

## Померли
- Цегляр Яків Самійлович — український композитор.
- Мацура Степан Макарович — бандурист.
- Мацюк Ія Павлівна — українська співачка (лірико-драматичне сопрано).
- Авессон Лембіт — естонський композитор-органіст в Канаді.
- Муха Антон Іванович — композитор, музикознавець.
- Бо Діддлі — американський музикант, співак, скрипаль і гітарист, що працював у напрямках електричного блюзу, рок-н-ролу i ритм-енд-блюзу.
- Єгор Лєтов — російський і радянський рок-музикант, поет родом з Омська, лідер групи «Гражданская оборона», один з найяскравіших представників панк-течії на території СРСР.
- Трошин Володимир Костянтинович — радянський і російський співак, актор театру і кіно.
- Іван Ребров — німецький співак з унікальним діапазоном голосу в 4,5 октав (від сопрано до баса).
- Айзек Гейз — вокаліст, клавішник, саксофоніст, композитор, автор текстів, продюсер, актор.
- Джонні Гріффін — американський джазовий саксофоніст.
- Горст Вальтер Штайн — німецький диригент.
- Єрофєєв Костянтин Володимирович — український музикант, поет і журналіст.
- Вишиваний Ярослав Григорович — український композитор, дириґент, викладач, кандидат філологічних наук, письменник.
- Магомаєв Муслім Магометович — радянський, азербайджанський і російський оперний та естрадний співак (баритон), композитор. Народний артист СРСР.
- Річард Вілльям Райт — британський співак, піаніст, продюсер, композитор, відомий як учасник гурту Pink Floyd.
- Фредді Габбард — американський джазовий сурмач.
- П'єр Санкан — французький піаніст, композитор, викладач.
- Лізвінський Анатолій Володимирович — провідний соліст Кубанського козачого хору. Народний артист Росії.
- Ботнарюк Вадим Маркович — генеральний директор Російської фонографічної Асоціації.
- Лазарєв Едуард Леонідович — радянський, молдавський композитор.
- Палкін В'ячеслав Сергійович — український професор, завідувач кафедри хорового диригування Харківського державного університету мистецтв ім. І. П. Котляревського, Заслужений діяч мистецтв України, Народний артист України.
- Ніна Сімон — американська джазова співачка, піаністка і аранжувальниця.
- Джеррі Фінн — американський музичний продюсер.
- Мітч Мітчелл — англійський ударник, продюсер. Найбільш відомий як барабанщик формації The Jimi Hendrix Experience.
- Вернон Гендлі — англійський диригент.
- Слободяник Олександр Олександрович — піаніст-віртуоз романтичного стилю 20 ст. українського походження.
- Кондрашевська Лідія Іванівна — солістка-вокалістка Національної філармонії, народна артистка України.
- Вітаутас Кярнагіс — литовський композитор, актор, автор-виконавець, щоумен і телепродюсер.
- Іванов Валентин Гаврилович — український композитор, домрист, педагог, президент Харківського караїмського національно-культурного товариства «Карай».
- Голдрич Олег Семенович — український хореограф.
- Мауріціо Кагель — німецько-аргентинський композитор. Один із творців інструментального театру.
- Тревор Тейлор — співак, музикант, музичний продюсер, автор пісень.
- Джузеппе ді Стефано — італійський оперний співак (тенор).
- Есбйорн Свенссон — шведський джазовий музикант, піаніст, засновник Esbjörn Svensson Trio.
- Міріам Макеба — південно-африканська співачка і громадська активістка, відома під псевдонімом Мама Африка.
- Новицький Микола Володимирович — український композитор, диригент, педагог.
- Волконський Андрій Михайлович — російський композитор, клавесиніст, диригент.
- Лео Вітошинський — австрійський та український музикант, гітарист, педагог.
- Полянський Мотл Срулевич — єврейський театральний композитор, пісняр.
- Раймон Лефевр — французький композитор, аранжувальник та диригент.
- Шльончик Олександр Микитович — український майстер народних музичних інструментів та музикант.
- Іма Сумак — перуанська та американська естрадна й оперна співачка та акторка.
- Ерта Кітт — американська співачка і актриса; зірка кабаре.
- Анрі Сальвадор — французький співак, джазовий музикант, гітарист, композитор.
- Мікель Лабоа — баскський співак та поет-пісенник.
- Анка Паргель — румунська джазова співачка.
- Трейсі Майклз — американський музикант, найбільш відомий як барабанщик і один із засновників голлівудського глем-панк гурту Peppermint Creeps.
- Талах Валентин Костянтинович — український диригент, композитор, аранжувальник, хормейстер, Заслужений артист України.
- Гектор Зазу — французький композитор і музичний продюсер.
- Кнорозок Любов Аркадіївна — українська співачка (мецо-сопрано).
- Войцех Дзєдушицький — польський актор, співак (тенор), диригент, журналіст, поет, музичний і театральний критик.
- Гуреїв Юрій Іванович — український хореограф, заслужений учитель України.
- Лейла Генджер — турецька оперна співачка (сопрано).
- Закопець Мирон Михайлович — український гобоїст та педагог, заслужений діяч мистецтв України.
- Патті Баун — американська джазова піаністка.
- Джиммі Клівленд — американський джазовий тромбоніст.
- Лула Рід — американська ритм-енд-блюзова співачка.
- Рощина Аза Костянтинівна — українська піаністка і педагог, професор Київської консерваторії.
- Дніпров Анатолій Семенович — співак, музикант, поет-пісняр. Виконавець у жанрі шансону.
- Сюзанна Тамім — ліванська поп-співачка.
- Едді Арнольд — американський співак музики кантрі.
- Бебі Баррон — американська композиторка, яка належить до піонерів електронної музики.
- Калмиков Степан Тимофійович — баяніст, педагог, заслужений працівник культури УРСР.
- Дорівал Кайммі — бразильський співак, автор пісень, актор і художник.
- Наташа Шнайдер — радянська і американська музикантка (співачка, клавішниця, композиторка), актриса.
- Їржі Берковець — чеський музикознавець, композитор, педагог, письменник-фантаст.
- Йедрак Салакдаї — таїландський співак та відомий актор.